# Alfred Ulmer
Alfred Ulmer (ur. 15 września 1896, zm. 29 czerwca 1917) – as lotnictwa niemieckiego Luftstreitkräfte z 5 potwierdzonymi  zwycięstwami w I wojnie światowej.

## Informacje ogólne
Służył w eskadrze myśliwskiej Jagdstaffel 8 od 10 września 1916 roku. Pierwsze zwycięstwo powietrzne odniósł 1 października 1916 roku. Do 24 stycznia zestrzelił łącznie 5 samolotów nieprzyjaciela. 5 lutego 1917 roku  został ciężko ranny w walce z pilotami 46 Eskadry. Po powrocie z długiego leczenia został zestrzelony w jednym z pierwszych swoich lotów przez załogę samolotu F.E.2d: Frank Potter i Harold Waddell Joslyn – angielskiego i kanadyjskiego asa z 20. Eskadry RFC.
Latał na samolocie Albatros D.V.